# Aérospatiale

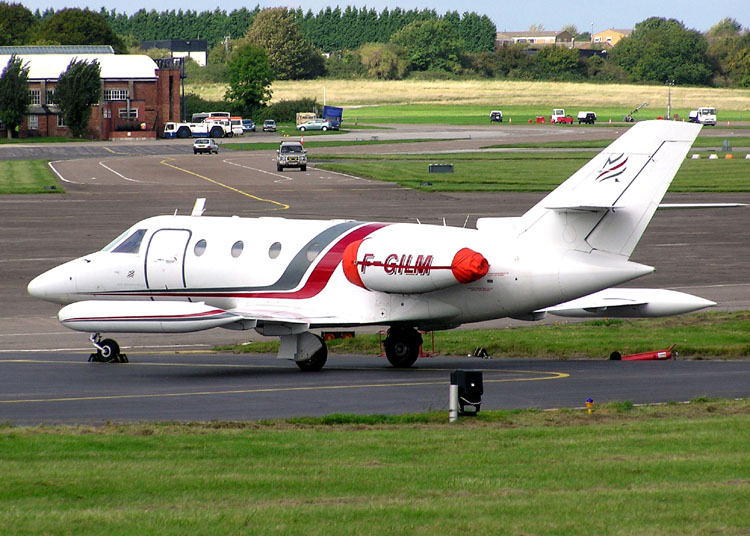
Un Aérospatiale Corvette

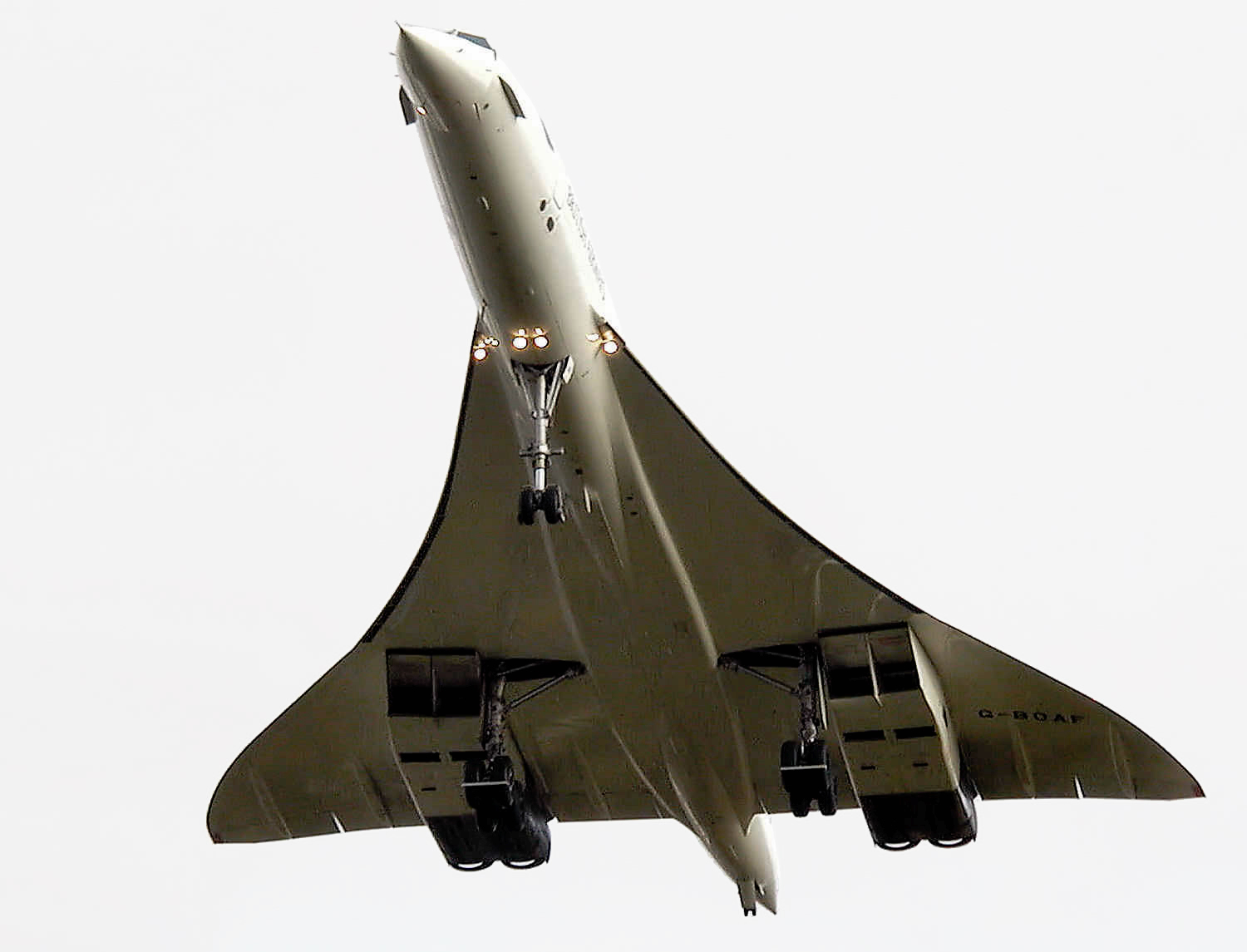
Un Concorde, prodotto in collaborazione con British Aircraft Corporation

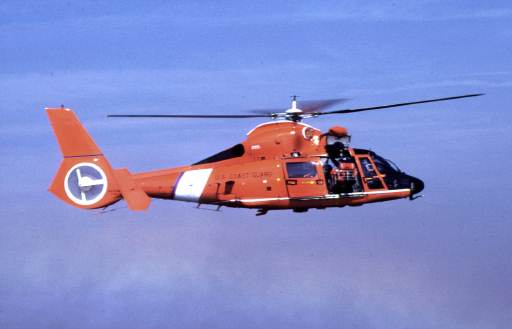
Un Aérospatiale SA 365 Dauphin della United States Coast Guard

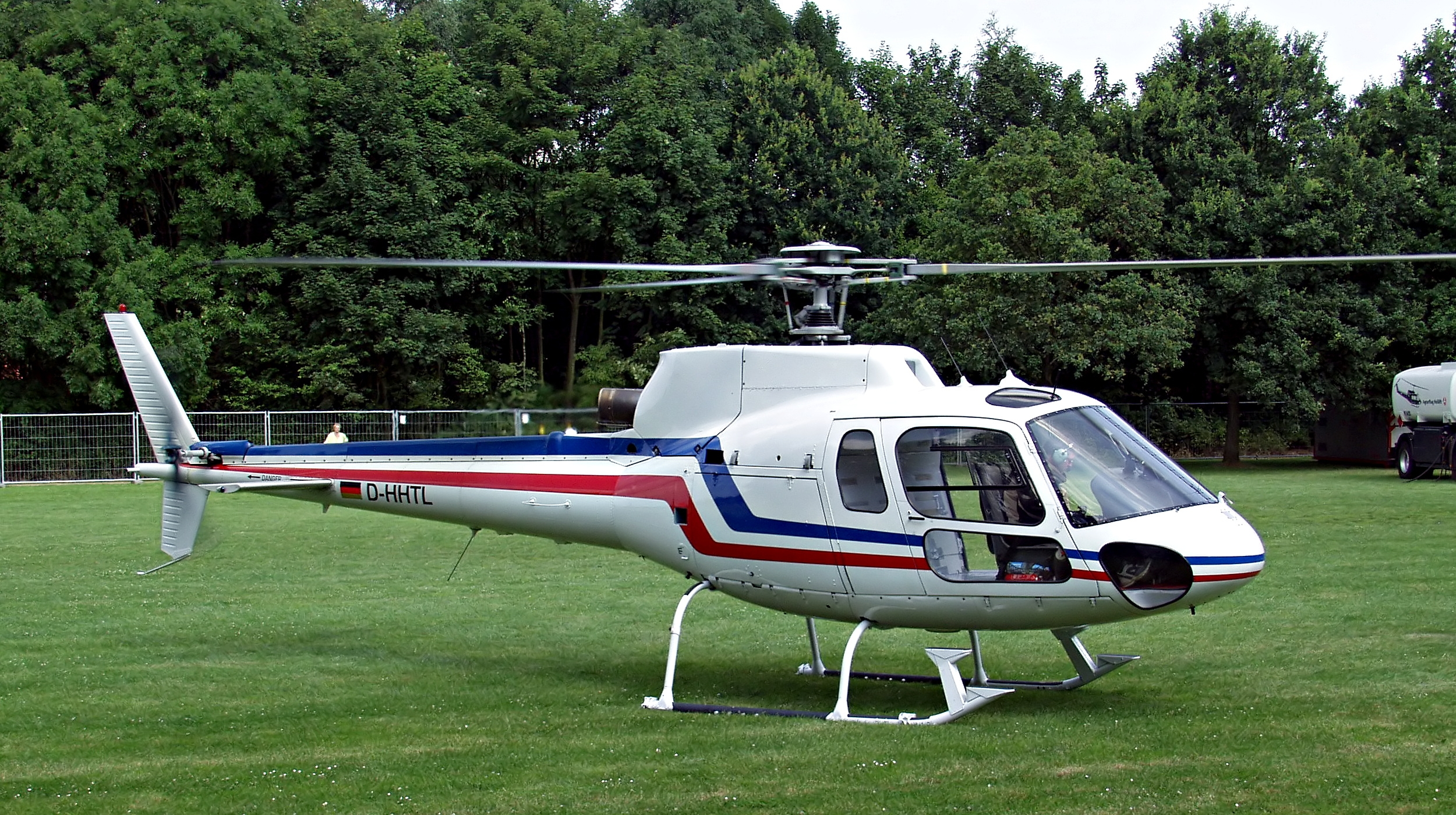
Un Aérospatiale AS 350 Écureuil

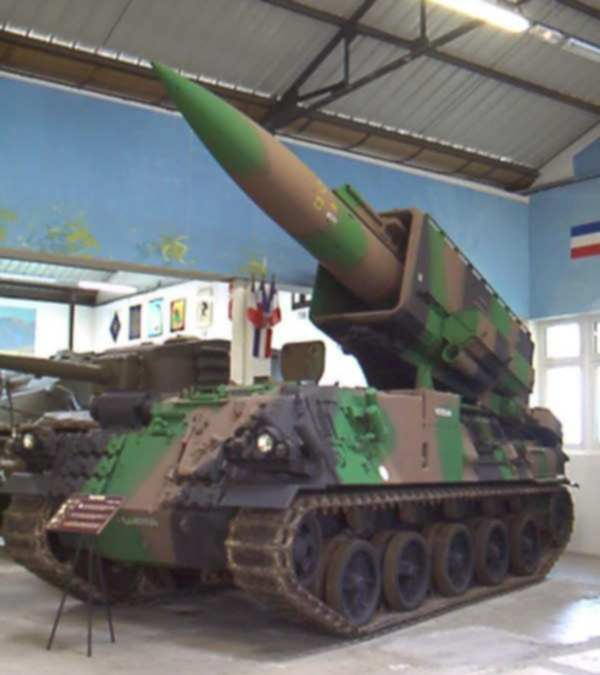
Un missile Pluton dell'Armée de terre

L'AEROSPATIALE (pronuncia francese [aeʁɔspasjal]), o Société Nationale Industrielle Aérospatiale (SNIAS), era una società aerospaziale francese specializzata nella fabbricazione di aerei ed elicotteri, sia civili che militari, nonché razzi. Dal 1999, a seguito della fusione con la Matra Haute Technologie, assunse la denominazione di Aerospatiale Matra.

## Storia
La società fu creata nel 1970 dalla fusione della Sud Aviation, della Nord Aviation e della Société pour l'étude et la réalisation d'engins balistiques (SEREB).
Nel marzo 1978 assunse il nome breve aerospatiale.
Nel 1991 l'azienda ha contribuito a costruire il telaio rivoluzionario della supercar Bugatti EB110. Il telaio è stato costruito interamente in fibra di carbonio ed era molto leggero.
Nel 1992, l'AEROSPATIALE e la Deutsche Aerospace Aktiengesellschaft (DASA) unirono le loro divisioni elicotteri per formare l'Eurocopter.
Il 15 febbraio 1999 fu firmato l'accordo tra lo Stato francese e la Lagardère SCA per definire la fusione tra l'AEROSPATIALE, esclusa la divisione satelliti, e la Matra Haute Technologie.
L'11 giugno 1999 è creata l'Aerospatiale Matra.

La divisione satellitare è stata rilevata dalla Alcatel Space (la divisione spazio di Alcatel).
Il 10 luglio 2000, l'Aerospatiale Matra si fuse con la spagnola Construcciones Aeronáuticas SA (CASA) e la tedesca Deutsche Aerospace Aktiengesellschaft (DASA) per formare la European Aeronautic Defence and Space Company (EADS), e assunse la denominazione di EADS France S.A.S..
Nel 2001, la divisione missili di Aerospatiale Matra si fuse con la Matra BAe Dynamics (che era nata nel 1996 dalla fusione della francese Matra Defense e della inglese BAe Dynamics) e la divisione missili di Alenia Marconi Systems per formare la MBDA.

## Organizzazione
L'Aerospatiale Matra Group al 31 dicembre 1999 era organizzato in quattro core business:
- AIRCRAFT
  - Aerospatiale Matra Airbus a Tolosa
  - Eurocopter a Marignane
  - Aerospatiale Matra ATR a Tolosa
  - Sogerma a Bordeaux
  - SOCATA a Le Bourget
- DEFENSE AND SPACE TRANSPORT
  - Aerospatiale Matra Missiles a Châtillon
  - Euromissile (consorzio) a Fontenay-aux-Roses
  - Matra BAe Dynamics a Vélizy-Villacoublay
  - Aerospatiale Matra Lanceurs Stratégiques et Spatiaux a Les Mureaux
- SATELLITES
  - Matra Marconi Space a Vélizy-Villacoublay
  - Matra Marconi Space a Tolosa
- SYSTEMS, SERVICES AND TELECOMMUNICATIONS
  - Matra Systèmes et Informations a Vélizy-Villacoublay
  - M C N SAT Service a Vélizy-Villacoublay
  - Matra Datavision a Les Ulis
  - Matra Nortel Communications a Bois d'Arcy
  - Matra Grolier Network a Boulogne-Billancourt
- e Dassault Aviation (45,76%)

## Azionariato
- 48% Stato francese
- 33% Lagardère
- 17% Pubblico
- 2% Dipendenti

## Prodotti

### Aerei
- ATR 42 (come parte di ATR)
- ATR 42 Surveyor
- ATR 72 (come parte di ATR)
- ATR 72 ASW
- Fouga CM-170 Magister
- Fouga CM-175 Zéphir
- Concorde (con British Aircraft Corporation)
- Sud Aviation Caravelle
- Aérospatiale SN-601 Corvette
- Aérospatiale Epsilon
- Transall C-160 (come parte di Transport Allianz)

### Elicotteri
- Aérospatiale Alouette II
- Aérospatiale Alouette III
- Aérospatiale Cougar
- Aérospatiale Dauphin I
- Aérospatiale Dauphin II
- Aérospatiale Écureuil
- Aérospatiale Fennec
- Aérospatiale Gazelle
- Aérospatiale Lama
- Aérospatiale Panther
- Aérospatiale Puma
- Aérospatiale Super Frelon
- Aérospatiale Super Puma
- Westland Lynx (con Westland Helicopters)

### Missili
- AS-15TT
- AS-30
- ASMP
- Euromissile HOT
- Exocet
- Hadès
- M2 (missile)
- M20 (missile)
- M4 (missile)
- M45 (missile)
- MILAN (missile)
- Nord SS-11
- Pluton
- Roland (missile SAM)

### Spazio
- Arabsat (satellite)
- Ariane (razzo)
- Hermes (shuttle) (non costruito)
- Huygens probe (sonda)
- Meteosat (satellite)
- Spacebus (satellite)
- Türksat (satellite)